# Герб Крымской АССР
Герб Крымской АССР — один из государственных символов Крымской Автономной Социалистической Советской Республики, наряду с флагом.
В редакции 1921 года Герб Автономной Крымской ССР имел надписи на крымскотатарском языке: на картуше, над серпом и молотом, были надписи «Кр. С. С. Р.» на крымскотатарском (в арабской графике) и на русском языках. На красной ленте внизу был девиз «Пролетарии всех стран, соединяйтесь!» на крымскотатарском и русском языках.
После перевода в 1928 году крымскотатарской письменности с арабской графики на латинизированный алфавит, надписи в гербе были сделаны также в латинизированной графике.
В 1937 году на основе Конституции СССР 1936 года и Конституции РСФСР 1937 года была принята Конституция Крымской АССР. В соответствии со статьёй 111 Конституции:

Государственным гербом Крымской Автономной Советской Социалистической Республики является государственный герб РСФСР, который состоит из изображения золотых серпа и молота, помещенных крест-накрест, рукоятками книзу, на красном фоне в лучах солнца и в обрамлении колосьев, с надписью «РСФСР» и «Пролетарии всех стран, соединяйтесь!» на русском и татарском языках, с добавлением под надписью «РСФСР» буквами меньшего размера надписи «Крымская АССР», на русском и татарском языках.
В 1938 году, когда письменность крымскотатарского языка была переведена с латинизированного алфавита на кириллицу на основе русской азбуки, соответствующие изменения были сделаны в надписях на гербе Крымской АССР.
В феврале 1991 года Крымская АССР была воссоздана в составе Украинской ССР. 13 ноября 1991 года в газете «Крымская правда» был объявлен конкурс по разработке герба. Однако 26 февраля 1992 года по решению Верховного Совета Крыма Крымская АССР была переименована в Республику Крым. Новый герб был утвержден только 24 сентября 1992 года на 9-й сессии Верховного Совета Республики Крым Законом Республики Крым N 148-I «О Государственном гербе Республики Крым». Таким образом у Крымской АССР в составе УССР своего герба не было.